# Black Mask
"Black Mask" är  en låt av det svenska garagerockbandet The (International) Noise Conspiracy från 2004. Låten utgavs som singel samma år på CD och 7" av Burning Heart Records och finns också med på gruppens tredje studioalbum, Armed Love (2004).

## Låtlista

### CD
1. "Black Mask"
2. "My Star"
3. "Guns for Everyone"

### 7"
A
1. "Black Mask"

B
1. "My Star"

### Fotnoter
1. ↑  ”Black Mask”. Discogs.com. http://www.discogs.com/International-Noise-Conspiracy-Black-Mask/release/383649. Läst 19 april 2012.